# Osiedle Nowe Winogrady Północ
Osiedle Nowe Winogrady Północ – osiedle administracyjne Poznania (od 1 stycznia 2011 roku), obejmujące część Winograd.

## Granice administracyjne[1]
Osiedle Nowe Winogrady Północ graniczy:
- z Osiedlem Winiary (granica - trasa PST)
- z Osiedlem Piątkowo (granica - ul. Lechicka)
- z Osiedlem Naramowice (granica - ul. Lechicka)
- z Osiedlem Nowe Winogrady Wschód (granica - ul. Murawa)
- z Osiedlem Nowe Winogrady Południe (granica -  al. Solidarności)

## Siedziba Rady Osiedla
Adres rady osiedla
Zespół Szkół nr 7, os. Zwycięstwa 101.

## Komunikacja
Osiedle obsługują autobusy MPK Poznań linii 169, 170, 171, 174, 182, 183, 185, 191 oraz linia podmiejska 322, i linie nocne 215 i 218